# Sphenomorphus cranei
Espèce
Statut de conservation UICN

 LC  : Préoccupation mineure
Sphenomorphus cranei est une espèce de sauriens de la famille des Scincidae.

## Répartition
Cette espèce est endémique de l'archipel des Salomon. Elle se rencontre :
- au Salomon dans les îles Shortland et les îles Florida ainsi que dans les îles de Nouvelle-Géorgie, de Malaita, de Santa Isabel, de Guadalcanal, de Vella Lavella et de Vangunu ;
- en Papouasie-Nouvelle-Guinée sur l'île de Bougainville.

## Description
C'est un saurien ovipare.

## Étymologie
Cette espèce est nommée en l'honneur de Cornelius Crane (1905–1962).

## Publication originale
- Schmidt, 1932 : Reptiles and amphibians from the Solomon Islands. Field Museum of Natural History Publication Zoological Series, vol. 18, no 9, p. 175-190 (texte intégral).